# Yūjirō Ishihara

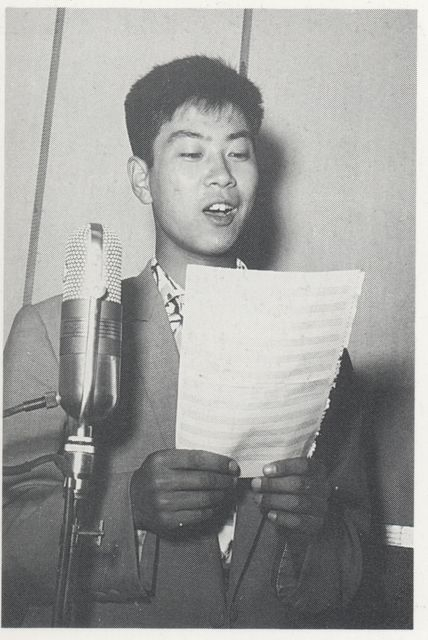
Ishihara singend, 1952

Yūjirō Ishihara (japanisch 石原 裕次郎, Ishihara Yūjirō; geboren 28. Dezember 1934 in Kōbe (Präfektur Hyōgo); gestorben 17. Juli 1987) war ein japanischer Filmschauspieler und Sänger. Er war der jüngere Bruder des Drehbuchschreibers und Politikers Shintarō Ishihara.

## Leben und Wirken
Yūjirō Ishihara wurde in Kōbe geboren, kam aber im Alter von drei Jahren aufgrund der Versetzung seines Vaters, der ein Angestellter der Schifffahrtsgesellschaft „Yamashita Kisen“ (山下汽船) war, nach Otaru auf Hokkaidō. Als er in der zweiten Klasse der Grundschule war, wurde sein Vater leitender Angestellter des Unternehmens. Die Familie zog daher nach Zushi in der Präfektur Kanagawa. Und so verbrachte Yūjirō seine Jugend dort an der schönen Shōnan (湘南)-Küste. In der Oberschule spielte er Basketball, aber er verletzte sich beim Training am linken Bein und gab das Spielen auf. Etwa ab dieser Zeit begeisterte er sich für das Segeln, was dann zeit seines Lebens sein Hobby war.
1953 begann Ishihara ein Studium der Literaturwissenschaft an der Keiō-Universität, brach es aber 1956 ab. Er wollte Schauspieler werden, sprach bei Filmunternehmen vor und erregte dabei die Aufmerksamkeit der Nikkatsu-Produzentin Mizunoe Takiko (水の江 滝子; 1915–2009). So kam es zum ersten Auftritt als Schauspieler in der Verfilmung des Bestsellers „Season of the Sun“ (太陽の季節, Taiyō no kisetsetsu) 1956, geschrieben von seinem älteren Bruder Shintarō. Es war die Zeit, als die unbeschwerte Lebensweise der Jugend mit dem Schlagwort „Sonnen-Sippe“ (太陽族, Taiyōzoku) beschrieben wurde, so dass der Film mit ihm gut ankam. Im selben Jahr drehte Regisseur Kō Nakahira „Kurutta kajitsu“ (狂った果実) – „Verrückte Frucht“. Der Autor Shintarō machte zur Bedingung, dass Yūjirō die Hauptrolle bekam. Co-Star war Mie Kitahara (北原 三枝; * 1933), die später seine Frau wurde. In dem Film sang er auch das gleichnamige Titellied, das von Shintarō geschrieben und von Masaru Satō komponiert wurde. Damit gab er sein Debüt als Sänger.
Danach wandelte Yūjirō sich vom Vertreter der leichtlebigen „Sonnen-Sippe“ zum Darsteller des einsamen jungen Mannes und spielte alles, von Jugend- bis zu Action-Rollen. 1957 entstand Koreyoshi Kuraharas „Ore wa matteru ze“ (俺は待ってるぜ) – „Ich warte auf dich“, Regisseur Inoue Umetsugu (井上 梅次; 1923–2010) schuf „Arashi o yobu otoko“ (嵐を呼ぶ男) – „Der Mann, der einen Sturm verursachte“, 1958 entstand „Sabita naifu“ (錆びたナイフ) – „Das rostige Messer“ von Regisseur Toshio Masuda (舛田 利雄; * 1927). Das waren Filme, die zu beispiellosen Hits wurden.

### Die späteren Jahre
1960 heiratete Ishihara Mie Kitahara. Er nahm nun altersbedingt Abstand von harten Aktionen und trat in Filmen auf, wie in Kuraharas „Ginza no Koi no Monogatari“ (銀座の恋の物語) – etwa „Liebesgeschichte auf der Ginza“ und „Nikui anchikushō“ (憎いあンちくしょう) – etwa „Ich hasse dich, ich liebe dich“, in Masudas „Hana to Ryū“ (花と竜) – „Blume und Drache“ und Nomura Yoshitarōs (野村 芳太郎; 1919–2005) „Yogiri no Bruce“ (夜霧のブルース) – „Bruce im Abendnebel“, wandte sich mehr literarischen Themen zu. Nach der Gründung von „Ishihara Promotion“ im Jahr 1963 produzierte er als erstes Werk im selben Jahr „Taiheiyō hitoribotchi“ (太平洋ひとりぼっち) – „Allein über den Pazifik“ unter der Regie von Kon Ichikawa, wobei er selbst die Hauptrolle spielte. Dieser Film basiert auf Kenichi Hories Einhand-Überquerung des Pazifischen Ozeans 1962. Es wurde daraus ein zweistündiges Solostück mit Ishihara, das auf dem „Japan Media Arts Festival“ mit einem Preis ausgezeichnet wurde.
1968 wurde Kei Kumais „Kurobe no taiyō“ (黒部の太陽) – „Die Sonne von Kurobe“, das mit alten und neuen Stars wie Ishihara, Toshirō Mifune, Osamu Takizawa, Shūji Sano und Takamine Mieko, der in Zusammenarbeit mit der „Mifune Production“ produziert wurde, ein großer Hit. Außerdem hat er in „Shirodori“ (城取り) – „Burg-Einnahme“, „Eikō eno 5000 kiro“ (栄光への5000キロ) – „5000 km dem Ruhme nach“, „Fuji sanchō“ (富士山頂) – „Auf dem Gipfel des Fuji“, „Aru heishi no kake“ (ある兵士の賭け) – „Die Wette eines Soldaten“ und „Kage kari“ (影狩り) – „Jagd nach dem Schatten“ produziert und in diesen mitgespielt. Nach der Produktion und dem Auftritt in „Taiyo ni hoero!“ (太陽にほえろ!) – etwa „Schrei zur Sonne!“ von Nippon Television – sie lief mit ihm als Polizisten als lange Serie von 1972 bis 1986 – verlagerte sich der Schwerpunkt seiner Aktivitäten auf das Fernsehen. Weitere Serien waren „Seibu Keisatsu“ (西部警察) – „Seibu-Polizei“ und „Daitokai“ (大都会) – „Großstadt“.

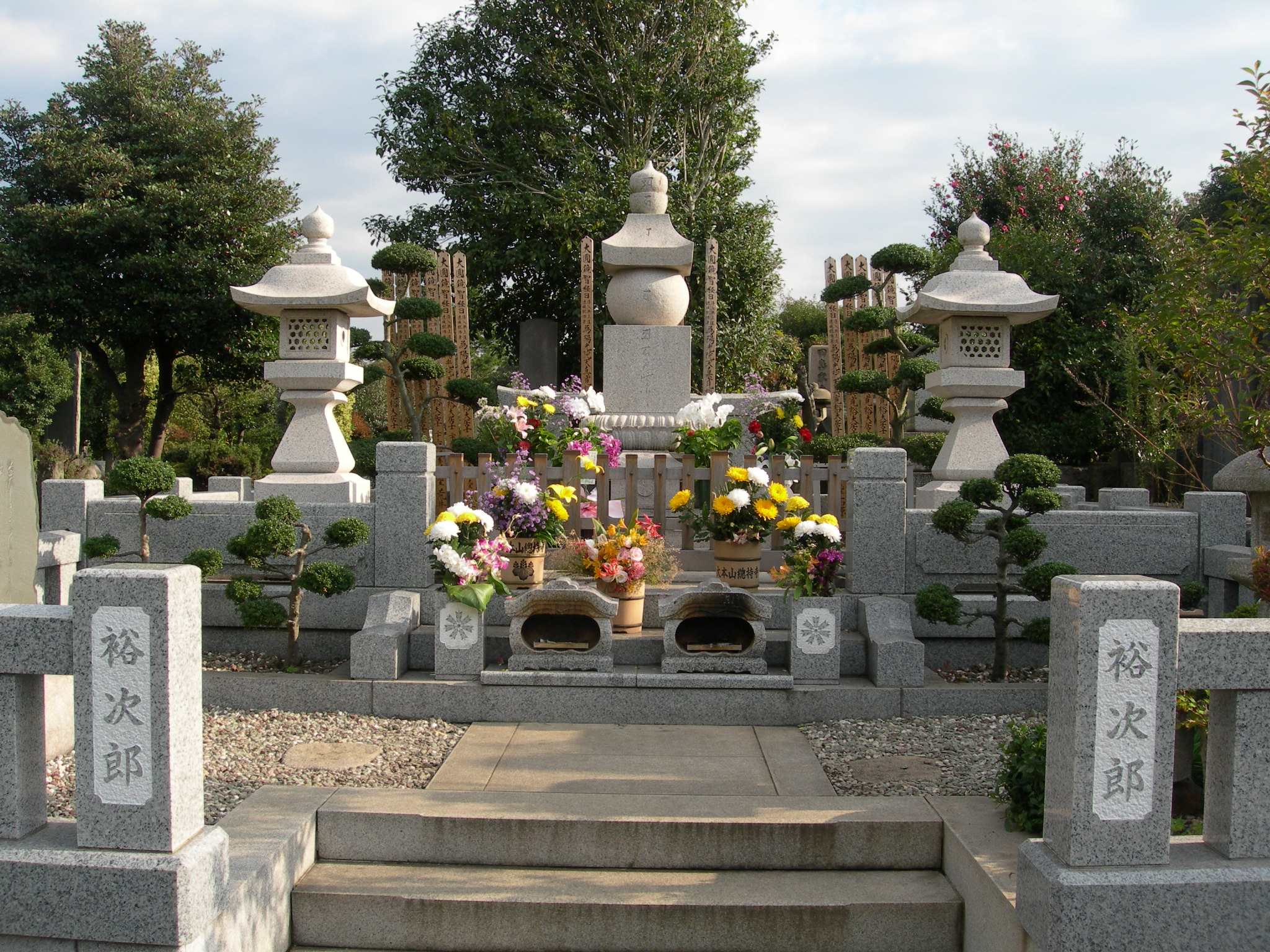
Grab Yūjirō Ishihara am Tempel Sōji-ji

1956 erlitt Ishihara einen Schlaganfall, der eine Zeit lang lebensbedrohlich war. Aber er erholte sich wieder und nahm seine Aktivität wieder auf. Er starb im Juli 1987. 1990 wurde Ishihara in die „Movie Hall of Fame“ (映画殿堂, eiga dendō) aufgenommen. Er wurde 1997 als einer der drei großen Superstars der Shōwa-Zeit von der japanischen Post mit je zwei Briefmarken geehrt.
Weitere repräsentative Filmauftritte Ishihara sind in Inoues (井上 梅次; 1923–2010) „Shōrisha“ (勝利者) – „Sieger“, „Yoru no kiba“ (夜の牙) – „Zähne in der Nacht“, „Ashita wa ashita no kaze ga fuku“ (明日は明日の風が吹く) – „Morgen ist ein neuer Tag“, in Tasaka Tomotakas „Ubaguruma“ (乳母車) – „Kinderwagen“, „Hi no ataru sakamichi“ (陽のあたる坂道) – „Hangweg in der Sonne“, in Yūzō Kawashimas „Bakumatsu taiyō-den“ (幕末太陽伝) „Sonne in den letzten Tagen der Edo-Zeit“, in Kuraharas „Fūsoku 40 mei“ (風速40米) – „Windgeschwindigkeit 40 Meilen“, in Nakahiras „Kurenai no tsubasa“ (紅の翼) – „Purpurrote Flügel“ und „Aitsu to boke“ (あいつと私) – „Er und ich“, in Masudas „Akai hankachi“ (赤いハンカチ) – „Das rote Taschentuch“,  als japanischer Pilot in Ken Annakins „Die tollkühnen Männer in ihren fliegenden Kisten“ etc. Repräsentative Songs als Sänger sind „Arashi o yobu otoko“ (嵐を呼ぶ男) – „Der Mann, der den Sturm ruft“, „Ginza no Koi no Monogatari“, „Yogiri yo kon'ya mo arigatō“ (夜霧よ今夜もありがとう) – „Nebelnacht, auch heute Nacht Danke“, „Yūsha-tachi“ (勇者たち) – „Helden“, „Brandy Glas“ (ブランデーグラス).
Ishihara wurde vielfach mit Filmpreisen ausgezeichnet. Ab 1988 wird der „Nikkan Sports Filmpreis – Ishihara Yūjirō-Preis“ (日刊スポーツ映画大賞・石原裕次郎賞) vergeben.

## Filmografie (Auswahl)
- 1965: Die tollkühnen Männer in ihren fliegenden Kisten (Those Magnificent Men in Their Flying Machines or How I Flew from London to Paris in 25 hours 11 minutes)